# Seznam pořadů vysílaných na TA3 (1991–1992)
Toto je seznam televizních pořadů vysílaných na kanálu TA3.

## Lokalizované

### Pro děti
- Dobrodruzi z vesmíru (slovensky Vesmírne dobrodružstvá)

### Filmy
- Hadí vejce
- Hebká kůže
- Horečka stoupá v El Pao
- Poslíček od Maxima
- Riffifi na Panamě
- Smrteľný sobáš
- Vražedný sobáš

### Seriály
- Cestou slávy (Senda de Gloria) – české titulky

### Dokumenty
- Jivarovia
- Leningrad – mesto na Neve
- Vláda spoločného súhlasu

### Hudba a kultura
- Hudobná planéta

### Magazíny, publicistika, soutěže
- Križovatka Európa – magazín aktualit Deutsche Welle
- Magazín vedy – slovenské titulky
- Svet vedy – slovenské titulky
- Vláda dohodou (Worldnet dialogue) – dokument o volbách prezidenta v USA

### Zpravodajství
- Hlavné spravodajstvo CNN – slovenský simultánní překlad
- Sky News - správy – slovenský překlad (od 9. září 1991)

### Sport
- Screensport

## V jazyku přebírané stanice

### Pro děti
- Animované rozprávky pre deti
- Barbie-Show
- Dennis
- Die Geisterjäger
- Die Flinstone Kids
- Die Spezialisten unterwegs
- Iniminimagino – program pro děti od 4 do 6 let
- Die Jetsons (Jetsonovi)
- Kim a Clip
- Klack
- Konfetti – pásmo filmů pro děti
- Li-La-Laune-Sommer-Spaß
- Mister T.
- Modrý dom
- Molierissimo
- Scooby Doo
- Yogi Bär (Medvedík Yogi)
- Želvy ninja

### Filmy
- Absolute Beginners: Junge Heiden (Mladí hrdinovia)
- Adam 12 – Nasadenie v Los Angeles
- Ach du Lieber Harry (Ach, milý Harry)
- Aliens des Grauens (Hrôza a strach)
- Am Abend des folgeriden Tages (Večer nasledujúceho dňa)
- Annina matka
- Arsen Lupin
- Atilla: der Hunnenkönig (Attila: Král húnov)
- Beim jodeln juckts die Lederhose (Pri jódlovaní svrbia kožené nohavice)
- Bilitis
- Black Snake
- Bláznivá dovolená
- Blutiger Sturm (Krvavá búrka)
- Bohatá a nemilosrdná
- Brutale Schatten (Brutálne tiene)
- Buffalo Bill a Divoký západ
- Burt Reynolds ist B.L.Stryker: Dirty Diamonds (Burt Reynolds je B.L.Stryker: Špinavé diamanty)
- Burt Reynolds ist B.L.Stryker: im Banne der Sekte (Burt Reynolds je B.L.Stryker: V pazúroch sekty)
- Cadet Rousselle
- Convoj (Konvoj)
- Das Geheimnis des Inka Schatzes (Tajomstvo pokladu Inkov)
- Das Geheimnis von Twin Peaks (Záhady v Twin Peaks)
- Der Abendanzug (Večerný oblek)
- Der Bulle von Paris (Polícia)
- Der erotischen Abendteuer des Robinson Crusoe (Erotická dobrodružství Robinsona Crusoa)
- Der Flug des Schreckens (Let strachu)
- Der Geisterjäger (Lovec duchů)
- Der Greifer (Policajt)
- Der Grosse Coup des Kommisars (Veľký ťah komisára)
- Der heimliche Zeuge (Tajný svedok)
- Der Chef (Šéf)
- Der Ostfriesen Report (Ostfriesen Report)
- Der Puppenspieler (Bábkár)
- Der Schloss der verlorenen Seelen (Zámok stratených duší)
- Der Teuflische (Čertovskí)
- Der zweite Fruhling (Druhá jar)
- Die Frau, von der man spricht (Žena, o ktorej sa hovorí)
- Die kleine mit dem süssen Po (Malá s chutným zadečkom)
- Die Liebestollen Baronessen (Milujúce baronesy)
- Die rechte und die linke Hand des Teufels (Pravá a levá ruka ďábla)
- Die Schlacht im Teutoburger Wald (Bitka v Teutoburgerskom lese)
- Die schöne Wilden (Krásne divošky)
- Die schöne Wilden von Ibiza (Krásne divošky z Ibizy)
- Die wilden Mahlzeiten (Divoké stravovanie)
- Dr. Detroit
- Drunter, drüber und drauf (Nadol, nahor, na to)
- Dulcima
- Ein total versautes Wochenende (Úplne skazený víkend)
- Eis am Stiel III: Liebelain
- Emmanuelle: Insel ohne Tabus (Čierna Emmanuelle)
- Emmanuelle IV
- Endstation der Verdammten (Konečná stanica priekliatych)
- Eva Nera: die nackte Schlangentänzerin (Eva Nera: Nahá hadia tanečnica)
- Evil Nightmare
- Flotte Teens jetzt ohne Jeans (Bezstarostne bez dzínsov)
- Fun: Süsse Früchte zum Vernaschen (FUN)
- Joe der Galgenvogel (Ať žije Django)
- Gideons Kampf (Gideonov boj)
- Harry a Hendersonovi
- Hell's Angel
- Heute geh'n wir bummeln (Dnes si vyrazíme)
- Highpoint
- Höllenfahrt (Cesta do pekla)
- Hotel New Hampshire
- Summer Night Fever (Horúčka letnej noci)
- Hrdina dňa
- In den Klauen des Drachen (V pazúroch draka)
- In der Hitze von New York (V horúčave New Yorku)
- Im Jahr des Drachen (V roku draka)
- Im tiefen Tal der Superhexen (V Hlbokom údolí superstríg)
- Immer will ich Dir gehören (Vždy ti chcem patriť)
- Joy Ride: Ein gefährlicher Trip
- Kanal 4
- Kapustová polievka
- Katharina: Die nackte Zarin (Katarína: Nahá cárovná)
- Lambada: Heiße Nächte, wilde Tänze (Lambada: Horúce noci, divoké tance)
- Lass uns knuspern Mäuschen (Poďme chrumkať myšičky)
- Le Grand Restaurant (Grand restaurant pána Septima)
- Leb' oder stirb (Žíť alebo umrieť)
- Liebling ich komme! (Miláčik, už idem!)
- Mafia lasst schon grussen (Mafia už pozdravuje)
- Manhattan 2 Uhr Nachts (Manhattan o druhej v noci)
- Master of the Dragonard Hill (Vládca Dragonard Hillu)
- McQuade: Der Wolf (McQuade: Vlk)
- Melody in Love: Nackt und heiss auf Mauritius (Zaľubená Melody)
- Miestny hrdina
- Môj otec, opica a já
- Der Millionen-Dollar-Coup (Miliónová maska)
- Mladé svůdkyně
- Nacht, Mutter (Dobrú noc, mama)
- NÉA
- Never nikomu nad 18
- Niemand weint für immer (Nikto neplače večne)
- Nočné sestry musia byť
- Nordwest-Passage (Severozápadná pasáž)
- Nur der Wind: Freddys grosser Traum (Len vietor: Fredyho veľký sen)
- Oheň v krvi
- Otto ist auf Frauen scharf (Oto je na ženy ostrý)
- Paša
- Patricia: Einmal Himmel und zurück (Patricia: Do neba a späť)
- Policajti nehryzú
- Poľovný revír
- Pomsta
- Powerman I
- Powerman II
- Príbeh Laury M.
- Privatleben (Súkromný život)
- Puma Mann (Muž-Puma)
- Randy: Dobrodružství Sylvestra Stallone
- Reise zur Sexgöttin (Cesta k bohyni sexu)
- Rendezvous nach Ladenschluss (Rendezvous po záverečnej)
- Řeka smrti
- Die Sexabenteuer der drei Musketiere (Sexuálne dobrodružstvá troch mušketierov)
- Schiff ohne Heimat (Loď bez domova)
- Schlachtfeld der Ehre (Bojisko cti)
- Schönne Küsse aus Ferrost (Pekné bozky z Ďalekého východu)
- Silvia – v ríši vášne
- Smrtonos
- Správní policajti
- Star Pilot
- Street Hero: einer gegen alle (Hrdina ulice: Sám proti všetkým)
- Subway
- Superfúrie
- Svadobná cesta
- Šanghajská polícia
- The Reenies: Ein Colege dreht durch (Teenageri)
- Tod wartet in Venedig (Smrť čaká v Benátkach)
- Todesjagd (Lov smrti)
- Tödliche Frequenz (Smrteľná frekvencia)
- Tödliche Träume (Smrtiace sny)
- Úderný oddiel avola
- Uhryznutie hadej ženy
- Um Tod und Leben (Transplantácia)
- Umzingelt (V obkľučení)
- Unter Palmen am blauen Meer (Pod palmami pri modrom mori)
- Veliteľ čaty
- Werwolf
- Wilde Mädchen des nackten Western (Divé dievčatá Západu)
- Wilde Pferde (Divoké kone)
- Zmrzlina a láska
- Zwei Aasgeler (Dvaja darebáci)
- Zwei Däninen in Lederhosen (Dve dánky v kožených nohaviciach)
- Žiadna žena na určitú hodinu
- 84 Charlie Mopic

### Seriály
- Alfred Hitchcock uvádí
- Benny Hill
- Boj proti mafii – Kráska a poliš
- Capital News
- Daktari
- Der Schutzentel von New York (Strážny anjel z New Yorku)
- Chefartz Dr. Westphall (Šéflekár dr. Westphall)
- Móda, modely a intrigy
- Modelka a vyzvedač
- Modelka a špehúň
- Neznáme dimenzie
- Noc, keď tuhne krv
- Playboy Late Night
- Street Hawk
- Šerif v New Yorku
- To je vražda, napsala

### Dokumenty
- Aventures et voyages (Dobrodružstvá a cesty)
- Belles et Bielles – dokument o klasických autech
- Bilder aus Österreich (Pohľady na súčasné Rakúsko)
- Cote d'Ivoire – rituály žien guru
- Histoire des trains (Dejiny vlakov)
- Environmental Speciales
- Expédition suisse dans le Hoggar
- Far-West
- Japonsko
- Kolízia kultúr – boj indiánů s přistěhovalci v Americe
- Les Alpes â vos pieds (Indiáni Warlisovia)
- Les Jivaros (Správnedo života?)
- Montagne – Tibeťania v exile
- Pohorie – dokument o švýcarských horách
- Poslední cestujúci na západ
- Súčasnosť
- The Great Plains Experience
- The Settling of the Plains
- Wild America (Americká divočina)
- Z historie vlakov

### Hudba a kultura
- Austin City Limits
- Beau et Chaud – novinky ze světa zábavy a umění
- Clin d'Oeil
- Dites – Moi
- Hity NRJ
- Krásny a horúci – novinky z oblasti zábavy a umění
- La cuisine de Jacques Montandon (Kuchyňa Jqcquesa Montandona)
- Live at the Village Vanguard – country festival
- Musicale Mozart
- Pesničky MCM / Hudobný kanál MCM
- Pesničky MCM pre Slovensko
- Musical planet (Planéta hudby)
- Ramdam – kulturní a umělecké aktuality z Paříže a Ile de France
- Svetla Paríža
- Quodlibet
- V sobotu po polnoci

### Magazíny, publicistika, zábava
- Autand Savoir
- Automagazin
- Carré vert (Zeloný štvorec) – magazín o přírodě
- Cena je horúca – Game Show
- Cesty prázdnin – turistický magazín
- Cinema – magazín o filmu
- Cinerama
- Faut pes rêver
- Geoscop – magazín o přírodě
- Gourmandisses (Varíme) – pořad o vaření
- La cuisine des anges (Varíme po francúzsky)
- La route des Vacances – turistický magazín
- Le match de la vie (Veľkí fenoméni společnosti)
- Männermagazin "M" Magazín pre mužov
- Mémoires d'un objectif (Spomienky jedného objektivu)
- Nord-Sud (Sever-Juh) – magazín o vztazích sever-jih. Moderuje André Payette.
- Paris Lumiére
- Mitternachtsstrip (Polnočné prekvapenie)
- Sacrée Soirée – Varieté
- Stars 90
- Strip Tease – magazín o belgické společnosti
- Tel Quel
- Teletourisme (Teleturistika) – magazín o cestování
- Thalassa – magazín o moři
- Treba vedieť – magazín o společnosti a prostředí
- Tutti Frutti – erotická show
- Varieté
- Yoga
- Zoom-Zoom – prázdninový magazín
- 30 ilions d'amis (30 miliónov priateľov)

### Jazykové kurzy
- Follow Me

### Sport
- Formula 1
- Journal du tour – výsledky Tour de France
- Screensport
- Wimbledon '91

### Zpravodajství
- RTL Aktuell
- Sept sur sept (Události týždňa)
- Sky News (od 5.8.91)
- Spravodajstvo A2
- Spravodajstvo CNN
- Spravodajstvo RTL plus
- Spravodajstvo TV 5
- TSN
- 3 SAT Heute (od 27.7.91)